# Montijo (kommun i Spanien, Extremadura, Provincia de Badajoz, lat 38,95, long -6,57)
Montijo är en kommun i Spanien.   Den ligger i provinsen Provincia de Badajoz och regionen Extremadura, i den sydvästra delen av landet, 300 km sydväst om huvudstaden Madrid. Antalet invånare är 16 205. Arean är 120 kvadratkilometer. Montijo gränsar till Badajoz.
Terrängen i Montijo är platt.